# Riccardo Cocciante

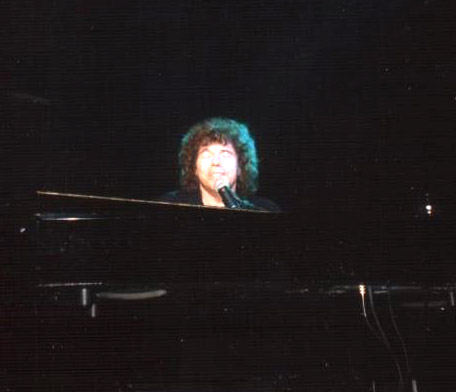
Riccardo Cocciante (1998)

Riccardo Vincent Cocciante (auch: Richard Vincent Cocciante, koˈtʃante, * 20. Februar 1946 in Saigon, Französisch-Indochina) ist ein italienischer Sänger und Komponist. Als Sänger seit den 1970er-Jahren aktiv, konnte er in Italien große Erfolge feiern und 1991 das Sanremo-Festival gewinnen; ab 1998 machte er sich auch, von Frankreich ausgehend, einen Namen als Musicalkomponist.

## Karriere
Im Alter von elf Jahren zog Cocciante mit seinem italienischen Vater und seiner französischen Mutter nach Rom, wo er seine künstlerische Ausbildung erfuhr. Dennoch blieb er dank seiner Mutter auch der französischen Kultur verbunden, was sein gesamtes Werk mitprägen sollte. Außer in Italien lebte er auch eine Zeit lang in den USA, in Frankreich und zuletzt in Irland. Er debütierte 1972 mit dem Album Mu, einer Art Rockoper. 1973 folgte Poesia und 1974 erlangte Cocciante erstmals breite Bekanntheit mit Anima und vor allem den Singles Bella senz’anima und Quando finisce un amore. Das Album wurde 1976 auch für den englischsprachigen Markt veröffentlicht und die Single When Love Has Gone Away konnte in die Billboard Hot 100 einsteigen. Im selben Jahr wirkte er auch mit seiner Interpretation des Beatles-Songs Michelle auf dem Doppelalbum zum Film All This and World War II mit.
Nach dem nicht weniger erfolgreichen Album L’alba (1975) gelang Cocciante mit dem Lied Margherita (enthalten auf Concerto per Margherita) 1976 der endgültige Durchbruch. Diesen Erfolg konnte er jedoch erst 1980 wieder mit dem Lied (und gleichnamigen Album) Cervo a primavera, geschrieben in Zusammenarbeit mit Mogol, erreichen. Außerdem hatte er sich in der Zwischenzeit auch in Frankreich musikalisch etablieren können. 1982 erschien Cocciante, 1983 das experimentelle Album Sincerità, das auch internationale Aufmerksamkeit erfuhr, und 1985 schließlich Il mare dei papaveri, auf dem er im Lied Questione di feeling mit Mina ein Duett sang. Die ausgedehnte Tournee 1986 fand Eingang in ein doppeltes Livealbum.
Das nächste Studioalbum war La grande avventura 1987, erneut gefolgt von einer Tournee und einem Livealbum. Anschließend zog Cocciante sich eine Weile zurück und verbrachte u. a. Zeit in den USA. 1991 ging er beim Sanremo-Festival ins Rennen und gewann mit dem Lied Se stiamo insieme (Duett mit Sarah Jane Morris). Das Lied fand Eingang in sein nächstes Studioalbum Cocciante, das sein letztes in Zusammenarbeit mit Mogol sein sollte. In den folgenden Jahren veröffentlichte er Alben wie Eventi e mutamenti (1993), Un uomo felice (1994; mit Duetten mit u. a. Mina, Mietta, Cecilia Gasdia und Tosca) und Innamorato (1997) sowie die Kompilation Il mio nome è Riccardo (1994) und das Livealbum Istantanea (1998). Nach vereinzelten Erfolgen in den Niederlanden wurde der Sänger Mitte der 90er-Jahre auch dort durch mehrere erfolgreiche Coverversionen durch Marco Borsato bekannter.
An der Seite von Plácido Domingo, Sarah Brightman und Helmut Lotti nahm Cocciante 1997 an Christmas in Vienna teil, woraus auch das Album Christmas in Vienna V hervorging. 1998 realisierte er seinen Traum, ein Musical zu komponieren: Gemeinsam mit Luc Plamondon entstand Notre Dame de Paris (nach Victor Hugo), das zu einem international vielbeachteten Erfolg wurde. 1999 sang er Lei non vede me für den Film Asterix und Obelix gegen Cäsar; im gleichen Jahr komponierte er auf ausdrücklichen Wunsch des Bürgermeisters Raymond Barre zusammen mit Jean-Jacques Goldman die offizielle Hymne der Stadt Lyon. In der Heimat wurde er derweil mit dem Verdienstorden der Italienischen Republik (Großoffizier) ausgezeichnet. Ende 2002 erschien in Frankreich mit Le Petit Prince sein zweites Musical, basierend auf Antoine de Saint-Exupérys Der kleine Prinz.
Im Jahr 2005 veröffentlichte Cocciante das viersprachige Album Songs und kündigte ein weiteres Musicalprojekt an, auf der Grundlage von William Shakespeares Romeo und Julia. Giulietta e Romeo wurde schließlich im Kolosseum von Rom uraufgeführt. Am 28. Februar 2006 wurde Riccardo Cocciante im Rahmen des Sanremo-Festivals der Preis der Stadt Sanremo in Anerkennung seines Lebenswerks verliehen. 2013 erschien die Kompilation Sulle labbra e nel pensiero, außerdem betätigte er sich bei der ersten Ausgabe der Castingshow The Voice of Italy als Coach und konnte „seine“ Kandidatin Elhaida Dani zum Sieg führen.

## Diskografie
Riccardo Cocciante kann auf eine reichhaltige musikalische Produktion verweisen, die nicht nur Werke in italienischer Sprache aufweist, sondern auch oftmals parallel zu diesen erschienene, aber auch gänzlich eigenständige Werke, in französischer, spanischer und englischer Sprache.

### Studioalben
- 1972: Mu (RCA DPSL 10549)
- 1973: Poesia (RCA DPSL 10578)

| Jahr | Titel Musiklabel Katalog-Nr.                 | Höchstplatzierung, Gesamtwochen, AuszeichnungChartplatzierungen (Jahr, Titel, Musiklabel Katalog-Nr., Platzierungen, Wochen, Auszeichnungen, Anmerkungen) | Höchstplatzierung, Gesamtwochen, AuszeichnungChartplatzierungen (Jahr, Titel, Musiklabel Katalog-Nr., Platzierungen, Wochen, Auszeichnungen, Anmerkungen) | Höchstplatzierung, Gesamtwochen, AuszeichnungChartplatzierungen (Jahr, Titel, Musiklabel Katalog-Nr., Platzierungen, Wochen, Auszeichnungen, Anmerkungen) | Höchstplatzierung, Gesamtwochen, AuszeichnungChartplatzierungen (Jahr, Titel, Musiklabel Katalog-Nr., Platzierungen, Wochen, Auszeichnungen, Anmerkungen) | Höchstplatzierung, Gesamtwochen, AuszeichnungChartplatzierungen (Jahr, Titel, Musiklabel Katalog-Nr., Platzierungen, Wochen, Auszeichnungen, Anmerkungen) | Anmerkungen                                                             |
| Jahr | Titel Musiklabel Katalog-Nr.                 | IT | FR | BEW | BEF | NL | Anmerkungen                                                             |
| ---- | -------------------------------------------- | --- | --- | --- | --- | --- | ----------------------------------------------------------------------- |
| 1974 | Anima RCA TPL 1-1060                         | IT1 (17 Wo.)IT | — | — | — | — | Erstveröffentlichung: Mai 1974                                          |
| 1975 | L’alba RCA TPL 1-1167                        | IT1 (24 Wo.)IT | — | — | — | — | Erstveröffentlichung: 11. April 1975                                    |
| 1976 | Concerto per Margherita RCA TPL 1-1220       | IT1 (23 Wo.)IT | — | — | — | — | 2000 in der Edition Dischi d’oro Platz 66 (2 Wochen) in den FIMI-Charts |
| 1978 | Riccardo Cocciante RCA PL 31332              | IT2 (27 Wo.)IT | — | — | — | — |                                                                         |
| 1979 | …E io canto RCA PL 31421                     | IT3 (22 Wo.)IT | — | — | — | — | Erstveröffentlichung: 15. April 1979                                    |
| 1980 | Cervo a primavera RCA PL 31546               | IT3 (29 Wo.)IT | — | — | — | — |                                                                         |
| 1982 | Cocciante RCA PL 31623                       | IT2 (37 Wo.)IT | — | — | — | — |                                                                         |
| 1983 | Sincerità Virgin V 2294                      | IT3 (17 Wo.)IT | — | — | — | NL19 (6 Wo.)NL |                                                                         |
| 1985 | Il mare dei papaveri Virgin V 2336           | IT1 (23 Wo.)IT | — | — | — | — |                                                                         |
| 1987 | La grande avventura Virgin VRC 88            | IT1 (19 Wo.)IT | — | — | — | — |                                                                         |
| 1991 | Cocciante Virgin VRC 91                      | IT2 ×2Doppelplatin · (21 Wo.)IT | — | — | — | NL76 (5 Wo.)NL | Verkäufe: + 400.000                                                     |
| 1993 | Eventi e mutamenti / Empreinte Virgin        | IT6 (13 Wo.)IT | FR11 (10 Wo.)FR | — | — | — |                                                                         |
| 1994 | Un uomo felice Virgin                        | IT9 (16 Wo.)IT | — | — | — | — |                                                                         |
| 1996 | Innamorato / L’instant présent Columbia/Sony | IT8 (22 Wo.)IT | — | BEW18 (9 Wo.)BEW | — | NL31 (10 Wo.)NL |                                                                         |
| 1998 | Christmas in Vienna V Columbia/Sony          | — | — | BEW27 (6 Wo.)BEW | BEF42 (5 Wo.)BEF | NL56 (3 Wo.)NL | mit Plácido Domingo, Sarah Brightman und Helmut Lotti                   |
| 2001 | Notre Dame de Paris Sony                     | IT44 (1 Wo.)IT | — | — | — | — |                                                                         |
| 2005 | Songs Sony BMG                               | IT4 (11 Wo.)IT | FR88 (10 Wo.)FR | BEW80 (3 Wo.)BEW | — | — |                                                                         |
| 2009 | Notre Dame de Paris (versione italiana) Sony | IT84 (1 Wo.)IT | — | — | — | — |                                                                         |

grau schraffiert: keine Chartdaten aus diesem Jahr verfügbar

### Livealben
| Jahr | Titel Musiklabel Katalog-Nr.        | Höchstplatzierung, Gesamtwochen, AuszeichnungChartplatzierungen (Jahr, Titel, Musiklabel Katalog-Nr., Platzierungen, Wochen, Auszeichnungen, Anmerkungen) | Höchstplatzierung, Gesamtwochen, AuszeichnungChartplatzierungen (Jahr, Titel, Musiklabel Katalog-Nr., Platzierungen, Wochen, Auszeichnungen, Anmerkungen) | Höchstplatzierung, Gesamtwochen, AuszeichnungChartplatzierungen (Jahr, Titel, Musiklabel Katalog-Nr., Platzierungen, Wochen, Auszeichnungen, Anmerkungen) | Höchstplatzierung, Gesamtwochen, AuszeichnungChartplatzierungen (Jahr, Titel, Musiklabel Katalog-Nr., Platzierungen, Wochen, Auszeichnungen, Anmerkungen) | Höchstplatzierung, Gesamtwochen, AuszeichnungChartplatzierungen (Jahr, Titel, Musiklabel Katalog-Nr., Platzierungen, Wochen, Auszeichnungen, Anmerkungen) | Anmerkungen                            |
| Jahr | Titel Musiklabel Katalog-Nr.        | IT | FR | BEW | BEF | NL | Anmerkungen                            |
| ---- | ----------------------------------- | --- | --- | --- | --- | --- | -------------------------------------- |
| 1986 | Quando si vuole bene Virgin VD 2515 | IT6 (15 Wo.)IT | — | — | — | — |                                        |
| 1988 | Viva! Virgin VFLP 1001              | IT17 (5 Wo.)IT | — | — | — | — |                                        |
| 1998 | Istantanea Tour 98 Columbia/Sony    | IT27 (4 Wo.)IT | — | — | — | — | Erstveröffentlichung: 4. Dezember 1998 |

grau schraffiert: keine Chartdaten aus diesem Jahr verfügbar

### Kompilationen (Auswahl)
| Jahr | Titel Musiklabel Katalog-Nr.                         | Höchstplatzierung, Gesamtwochen, AuszeichnungChartplatzierungen (Jahr, Titel, Musiklabel Katalog-Nr., Platzierungen, Wochen, Auszeichnungen, Anmerkungen) | Höchstplatzierung, Gesamtwochen, AuszeichnungChartplatzierungen (Jahr, Titel, Musiklabel Katalog-Nr., Platzierungen, Wochen, Auszeichnungen, Anmerkungen) | Höchstplatzierung, Gesamtwochen, AuszeichnungChartplatzierungen (Jahr, Titel, Musiklabel Katalog-Nr., Platzierungen, Wochen, Auszeichnungen, Anmerkungen) | Höchstplatzierung, Gesamtwochen, AuszeichnungChartplatzierungen (Jahr, Titel, Musiklabel Katalog-Nr., Platzierungen, Wochen, Auszeichnungen, Anmerkungen) | Höchstplatzierung, Gesamtwochen, AuszeichnungChartplatzierungen (Jahr, Titel, Musiklabel Katalog-Nr., Platzierungen, Wochen, Auszeichnungen, Anmerkungen) | Anmerkungen                                                   |
| Jahr | Titel Musiklabel Katalog-Nr.                         | IT | FR | BEW | BEF | NL | Anmerkungen                                                   |
| ---- | ---------------------------------------------------- | --- | --- | --- | --- | --- | ------------------------------------------------------------- |
| 1983 | I grandi successi di Riccardo Cocciante Siglaquattro | IT10 (11 Wo.)IT | — | — | — | — |                                                               |
| 1994 | Il mio nome è Riccardo Virgin                        | IT15 (7 Wo.)IT | — | — | — | — |                                                               |
| 1995 | Richard Cocciante Tristar/Sony                       | — | — | BEW3 Platin · (45 Wo.)BEW | — | — | Verkäufe: + 50.000                                            |
| 1995 | L’amore                                              | — | — | — | — | NL92 (6 Wo.)NL |                                                               |
| 1997 | Le origini                                           | IT29 (2 Wo.)IT | — | — | — | — |                                                               |
| 1997 | Margherita e le altre                                | IT28 (18 Wo.)IT | — | — | — | — | Erstveröffentlichung: 3. Dezember 1997 Charteinstieg IT: 2002 |
| 1999 | I miti musica: Riccardo Cocciante                    | IT37 (2 Wo.)IT | — | — | — | — | Erstveröffentlichung: 2. September 1999                       |
| 2006 | Tutti i miei sogni                                   | IT6 Gold · (41 Wo.)IT | — | — | — | — | Erstveröffentlichung: 3. März 2006 Verkäufe: + 25.000         |
| 2012 | Tutti i successi                                     | IT80 Gold · (8 Wo.)IT | — | — | — | — | Erstveröffentlichung: 16. Oktober 2012 Verkäufe: + 25.000     |
| 2013 | Sulle labbra e nel pensiero – I grandi successi      | IT35 (4 Wo.)IT | — | — | — | — | Erstveröffentlichung: 28. Mai 2013                            |

grau schraffiert: keine Chartdaten aus diesem Jahr verfügbar

### Singles (Auswahl)
| Jahr | Titel Album                               | Höchstplatzierung, Gesamtwochen, AuszeichnungChartplatzierungen (Jahr, Titel, Album, Platzierungen, Wochen, Auszeichnungen, Anmerkungen) | Höchstplatzierung, Gesamtwochen, AuszeichnungChartplatzierungen (Jahr, Titel, Album, Platzierungen, Wochen, Auszeichnungen, Anmerkungen) | Höchstplatzierung, Gesamtwochen, AuszeichnungChartplatzierungen (Jahr, Titel, Album, Platzierungen, Wochen, Auszeichnungen, Anmerkungen) | Höchstplatzierung, Gesamtwochen, AuszeichnungChartplatzierungen (Jahr, Titel, Album, Platzierungen, Wochen, Auszeichnungen, Anmerkungen) | Höchstplatzierung, Gesamtwochen, AuszeichnungChartplatzierungen (Jahr, Titel, Album, Platzierungen, Wochen, Auszeichnungen, Anmerkungen) | Höchstplatzierung, Gesamtwochen, AuszeichnungChartplatzierungen (Jahr, Titel, Album, Platzierungen, Wochen, Auszeichnungen, Anmerkungen) | Anmerkungen                                                                            |
| Jahr | Titel Album                               | IT | FR | BEW | BEF | NL | US | Anmerkungen                                                                            |
| ---- | ----------------------------------------- | --- | --- | --- | --- | --- | --- | -------------------------------------------------------------------------------------- |
| 1972 | Uomo Mu                                   | IT23 (4 Wo.)IT | — | — | — | — | — | RCA PM 3679 A-Seite: A Dio                                                             |
| 1974 | Bella senz’anima Anima                    | IT1 Platin (2024) · (21 Wo.)IT | — | — | — | — | — | RCA TPBO 1049 B-Seite: Qui 2012 Platz 78 (1 Woche) der FIMI-Charts Verkäufe: + 100.000 |
| 1975 | L’alba                                    | IT2 (24 Wo.)IT | — | — | — | — | — | RCA TPBO 1144 B-Seite: Vendo                                                           |
| 1976 | When Love Has Gone Away Richard Cocciante | — | — | — | — | — | US41 (6 Wo.)US | englische Version von Quando finisce un amore (1974)                                   |
| 1976 | Margherita Concerto per Margherita        | IT1 Platin · (21 Wo.)IT | FR57 (1 Wo.)FR | — | — | — | — | RCA TPBO 1243 B-Seite: Primavera Charteinstieg FR 2017 Verkäufe: + 100.000             |
| 1978 | A mano a mano Riccardo Cocciante          | IT7 (19 Wo.)IT | — | — | — | — | — | RCA PB 6137 B-Seite: Storie                                                            |
| 1979 | Io canto …E io canto                      | IT5 (18 Wo.)IT | — | — | — | — | — | RCA PB 6278 B-Seite: Il treno                                                          |
| 1981 | Cervo a primavera                         | IT4 (21 Wo.)IT | — | — | — | — | — | RCA PB 6488 B-Seite: Il sufflé con le banane                                           |
| 1982 | Celeste nostalgia Cocciante               | IT4 Gold (2021) · (28 Wo.)IT | — | — | — | — | — | RCA PB 6586 B-Seite: Un nuovo amico Verkäufe: + 35.000                                 |
| 1983 | Sulla terra io e lei Sincerità            | IT13 (9 Wo.)IT | — | — | — | — | — | Virgin VIN 45090 B-Seite: Di notte                                                     |
| 1984 | Sincerità                                 | — | — | — | — | NL14 (6 Wo.)NL | — | Virgin 106 044-100 B-Seite: Sulla terra io e lei                                       |
| 1985 | Questione di feeling Il mare dei papaveri | IT2 (18 Wo.)IT | — | — | — | — | — | mit Mina Virgin VIN 45166                                                              |
| 1986 | L’onda Quando si vuole bene               | IT12 (5 Wo.)IT | — | — | — | — | — | Virgin VIN 45196 B-Seite: Sabato rilassatamente                                        |
| 1991 | Se stiamo insieme Cocciante               | IT1 (24 Wo.)IT | — | — | BEF43 (6 Wo.)BEF | NL23 (5 Wo.)NL | — | Virgin VIN 45324                                                                       |
| 1991 | Vivi la tua vita Cocciante                | IT12 (4 Wo.)IT | — | — | — | — | — |                                                                                        |
| 1991 | E mi arriva il mare Cocciante             | IT4 (14 Wo.)IT | — | — | — | — | — | mit Paola Turci Virgin VINX 263 B-Seite: Per tornare amici                             |
| 1993 | Pour elle Empreinte                       | — | FR45 (2 Wo.)FR | — | — | — | — | französische Version von Per lei (1994)                                                |
| 1996 | Nôtre histoire –                          | — | — | BEW14 (20 Wo.)BEW | — | — | — |                                                                                        |
| 2014 | Il mio rifugio                            | — | FR57 (3 Wo.)FR | — | — | — | — | erschienen 1994                                                                        |

grau schraffiert: keine Chartdaten aus diesem Jahr verfügbar

## Belege
1. ↑  Thessa Mooij: Riccardo Cocciante: Mijn muziek is een huwelijk tussen twee culturen. In: Trouw.nl. 21. September 1995, abgerufen am 21. Mai 2018 (niederländisch).
2. ↑  Cocciante Richard (Riccardo). In: Andy Gregory (Hrsg.): The International Who’s Who in Popular Music 2002. 4. Auflage. Europa Publications, London 2002, ISBN 1-85743-161-8, S. 100.
3. ↑  Onorificenze: Cocciante Sig. Riccardo. In: Quirinale.it. Presidenza della Repubblica, abgerufen am 21. Mai 2018 (italienisch).
4. ↑  Antonio Mustara: Festival di Sanremo 2006. In: Sorrisi.com. Arnoldo Mondadori Editore, 21. Januar 2015, abgerufen am 21. Mai 2018 (italienisch).
5. 1 2 3  Chartquellen (Alben):
  - M&D-Chartarchiv. Musica e dischi, archiviert vom Original (nicht mehr online verfügbar) am 18. August 2007; abgerufen am 21. Mai 2018 (italienisch, kostenpflichtiger Abonnement-Zugang).  Info: Der Archivlink wurde automatisch eingesetzt und noch nicht geprüft. Bitte prüfe Original- und Archivlink gemäß Anleitung und entferne dann diesen Hinweis.
  - Guido Racca & Chartitalia: Top 100 FIMI Album. Lulu, 2013, S. 89 f.
  - Alben von Riccardo Cocciante. In: Italiancharts.com. Hung Medien, abgerufen am 21. Mai 2018.
  - InfoDisc: Les Albums. In: InfoDisc.fr. Abgerufen am 25. August 2018 (FR).
  - Alben von Riccardo Cocciante. In: LesCharts.com. Hung Medien, abgerufen am 21. Mai 2018 (FR).
  - Alben von (Riccardo/Richard) Cocciante. In: Ultratop.be. Ultratop & Hung Medien, abgerufen am 21. Mai 2018 (BE(W)).
  - Alben von (Riccardo/Richard) Cocciante. In: Ultratop.be. Ultratop & Hung Medien, abgerufen am 21. Mai 2018 (BE(F)).
  - Alben von (Riccardo/Richard) Cocciante. In: DutchCharts.nl. Dutch Charts, abgerufen am 21. Mai 2018 (NL).
6. ↑  2× Platin für Cocciante in Italien
7. ↑  Auszeichnungen für Musikverkäufe: BE
8. 1 2 3 4 5  Riccardo Cocciante, certificazioni. FIMI, abgerufen am 6. September 2021 (italienisch).
9. ↑  Chartquellen (Singles):
  - M&D-Chartarchiv. Musica e dischi, archiviert vom Original (nicht mehr online verfügbar) am 18. August 2007; abgerufen am 21. Mai 2018 (italienisch, kostenpflichtiger Abonnement-Zugang).  Info: Der Archivlink wurde automatisch eingesetzt und noch nicht geprüft. Bitte prüfe Original- und Archivlink gemäß Anleitung und entferne dann diesen Hinweis.
  - Guido Racca & Chartitalia: Top 100 FIMI Singoli. Lulu, 2013, S. 80.
  - Songs von (Riccardo/Richard) Cocciante. In: LesCharts.com. Hung Medien, abgerufen am 21. Mai 2018 (FR).
  - Songs von Richard Cocciante. In: Ultratop.be. Ultratop & Hung Medien, abgerufen am 21. Mai 2018 (BE(W)).
  - Songs von Riccardo Cocciante. In: Ultratop.be. Ultratop & Hung Medien, abgerufen am 21. Mai 2018 (BE(F)).
  - Riccardo Cocciante. In: Top40.nl. Stichting Nederlandse Top 40, abgerufen am 21. Mai 2018 (NL).
  - Richard Cocciante, chart history. Billboard, abgerufen am 21. Mai 2018 (US).

| Personendaten    | Personendaten                                   |
| ---------------- | ----------------------------------------------- |
| NAME             | Cocciante, Riccardo                             |
| ALTERNATIVNAMEN  | Cocciante, Riccardo Vincent; Cocciante, Richard |
| KURZBESCHREIBUNG | italienischer Sänger und Komponist              |
| GEBURTSDATUM     | 20. Februar 1946                                |
| GEBURTSORT       | Saigon, Französisch-Indochina                   |